# Albert Gelis Juanola
Albert Gelis Juanola (nascido em 26 de outubro de 1981) é um nadador paralímpico espanhol.
Participou dos Jogos Paralímpicos de Verão de 2012, realizados em Londres, onde representou a Espanha.